# NGC 511
NGC 511 je eliptická galaxie v souhvězdí Ryb. Její zdánlivá jasnost je 13,9m a úhlová velikost 1,1′ × 1,1′. Je vzdálená 504 milionů světelných let, průměr má 160 000 světelných let. Galaxii objevil 26. října 1876 Édouard Stephan na Marseilleské hvězdárně dalekohledem o průměru 78,7 cm.